# Dayne St. Clair
Dayne St. Clair (* 9. Mai 1997 in Pickering, Ontario) ist ein kanadischer Fußballtorhüter, der aber auch die Staatsbürgerschaft von Trinidad und Tobago innehat.

## Karriere

### Verein
In seiner Jugend spielte er bis 2013 beim Ajax SC und später 2014 nochmal bei Vaughan Azzurri. Danach studierte er University of Maryland und war hier für deren Universitätsmannschaft aktiv. In den Sommermonaten der Jahre 2016 und 2017 spielte er leihweise in seinem Heimatland bei K-W United. Zum nächsten Sommer ging dies nicht mehr weil die Mannschaft mittlerweile aufgelöst wurde. So verbrachte er die Monate nun bei der U23 der New York Red Bulls. Zum MLS SuperDraft 2019 wurde er dann von Minnesota United gedraftet und kam hier aber erst einmal nicht zum Einsatz. Vielmehr wurde er für den Rest der laufenden Spielzeit erst einmal an Forward Madison verliehen. Hier kam er aber auch nur in fünf USL1-Partien zum Einsatz. Zur Saison 2020 wurde er danach nochmal zum San Antonio FC verliehen, wo er von Februar bis August Teil des Kaders war. Hier sammelte er nochmal fünf Einsätze in der USL Championship. Nach seiner Rückkehr kam er dann auch erstmals für Minnesota in der MLS zum Einsatz. Danach spielte er auch lange Stamm wurde dann im Mai 2021 aber nicht mehr eingesetzt und fiel später längere Zeit aus. Seit Anfang der Saison 2022 ist er nun wieder Stammtorhüter des Franchise.

### Nationalmannschaft
Seinen ersten Länderspieleinsatz für die kanadische A-Nationalmannschaft hatte er am 5. Juni 2021, wo er in der Qualifikation für die Weltmeisterschaft 2022 bei einem 7:0-Sieg über Aruba, das Tor hütete. Später war er dann auch im Kader der Mannschaft beim Gold Cup 2021 dabei. Nach einem Freundschaftsspieleinsatz gegen Bahrain, war er schließlich auch Teil des finalen Turnier-Kaders der Mannschaft bei der Weltmeisterschaft 2022.